# Krzywosiele
Krzywosiele (biał. Крываселі; ros. Кривасели) – wieś na Białorusi, w obwodzie witebskim, w rejonie brasławskim, w sielsowiecie Mieżany.

## Historia
W dwudziestoleciu międzywojennym kolonia leżała w Polsce, w województwie nowogródzkim (od 1926 w województwie wileńskim), w powiecie brasławskim, w gminie Dryświaty.
Według Powszechnego Spisu Ludności z 1921 roku zamieszkiwało tu 186 osób, 3 było wyznania rzymskokatolickiego, 3 prawosławnego a 180 staroobrzędowego. Jednocześnie 173 mieszkańców zadeklarowało polską przynależność narodową, 10 białoruską a 3 rosyjską. Było tu 29 budynków mieszkalnych. W 1931 zamieszkiwało tu 149 osób w 25 budynkach.
Miejscowość należała do parafii rzymskokatolickiej w Mieżanach i prawosławnej w Dryświatach. Podlegała pod Sąd Grodzki w m. Turmont i Okręgowy w Wilnie; właściwy urząd pocztowy mieścił się w Mieżanach.